# Jihoafrická unie na Letních olympijských hrách 1924
Jihoafrická unie se účastnila Letní olympiády 1924 ve francouzské Paříži.

## Medailisté
| Medaile | Jméno          | Sport    | Soutěž                           |
| ------- | -------------- | -------- | -------------------------------- |
| Zlato   | William Smith  | Box      | muži váha bantamová - do 53,5 kg |
| Stříbro | Sid Atkinson   | Atletika | Muži 110 m překážek              |
| Bronz   | Cecil McMaster | Atletika | Muži chůze na 10 km              |